# Scarborough (Afrique du Sud)
Pour les articles homonymes, voir Scarborough.
Scarborough est un village balnéaire situé dans la province du Cap-Occidental à proximité du Cap de Bonne Espérance. 

## Localisation

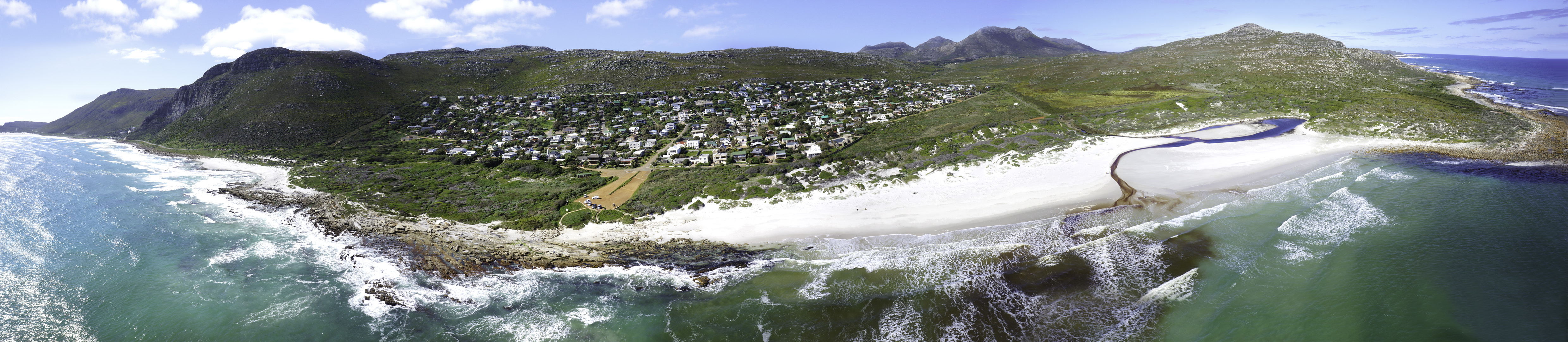
Panorama de Scarborough

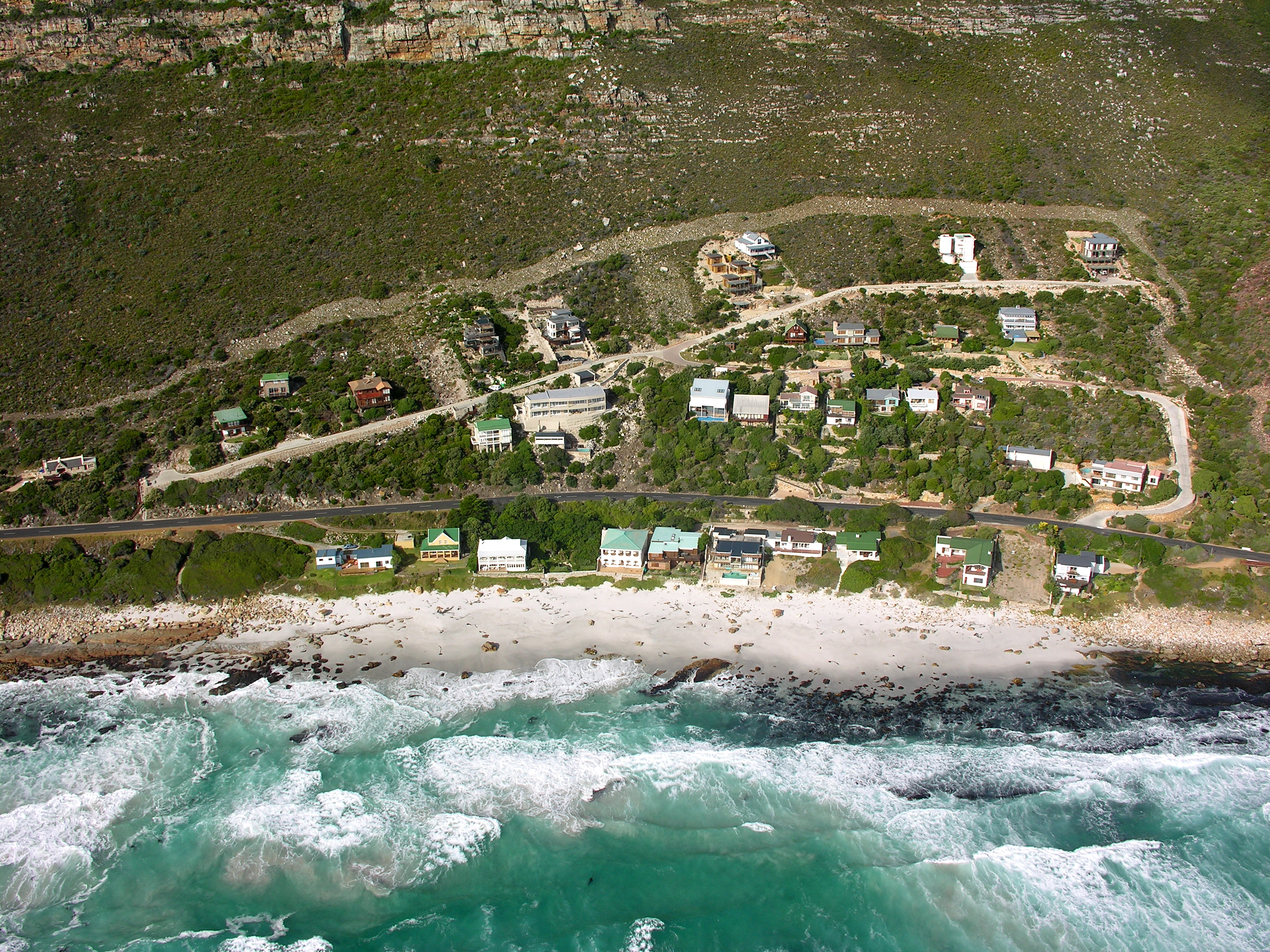
Misty Cliff

Au bord de l'océan atlantique, Scarborough est situé dans la péninsule du Cap, au sud de Kommetjie à l'embouchure de la rivière Schusters. 
Scarborough est à l'origine un village de vacances. C'est aujourd'hui un village protégé pour son environnement. Il est rattaché administrativement à la métropole du Cap.  

## Démographie
Selon le recensement de 2011, les 1 075 habitants de Scarborough sont majoritairement blancs (69,58 %). Les populations bantoues représentent 16,19 % des habitants tandis que les coloureds, majoritaires dans la province, représentent 9,77 % des résidents. La langue la plus parlée de la ville est l'anglais sud-africain (68,19 %) devant l'afrikaans (19,16 %).

## Quartiers
Scarborough comprend 2 secteurs géographiques : le village même de Scarborough et Misty Cliffs (12 habitants, tous blancs et majoritairement anglophones), un quartier résidentiel excentré de bord de mer et à flanc de montagne.

## Administration
Depuis la refondation de la municipalité du Cap en 2000, Scarborough est situé dans le 19e arrondissement du Cap et dans la circonscription municipale n° 61 comprenant Simonstown, Glencairn, Scarborough, Misty Cliffs, Ocean View, Smitswinkelbaai, la moitié de Fish Hoek, Castle Rock, Red Hill, et des zones de la Table Mountain National Park. Le conseiller municipal élu de cette circonscription est Simon Liell-Cock (DA)